# Police United FC
INSEE Police United Football Club (Thai: สโมสรฟุตบอลอินทรีเพื่อนตำรวจ) is een Thaise voetbalclub. De club speelt anno 2011 in de Thai Premier League.

## Palmares
- Thai Division 1 League

Winnaars : 1999, 2005, 2009

## Bekende (oud-)spelers
- Adnan Barakat
- Samir El Gaaouiri

## Bekende (oud-)trainers
- Tawan Sripan

Bangkok United FC ·
BG Pathum United ·
Buriram United ·
Chiangrai United ·
KhonKaen United ·
Lamphun Warriors FC ·
Muangthong United ·
Nakhon Pathom United ·
Nakhon Ratchasima FC ·
Nongbua Pitchaya FC ·
Port FC · 
PT Prachuap FC ·
Ratchaburi FC ·
Sukhothai FC ·
Rayong FC ·
Uthai Thani FC ·